# Bill Beaumont
Sir William Blackledge Beaumont (* 9. března 1952 Chorley) je bývalý anglický ragbista, který hrál jako druhořadník. V roce 2014 byl jmenován do Světové ragbyové síně slávy. Obdržel Řád britského impéria.
Za Anglii odehrál 34 utkání (1975 --1982), z toho 21 z nich jako kapitán. V roce 1980 se stal vítězem Poháru 5 zemí. Anglická reprezentace vyhrála všechna střetnutí, což se jí naposledy povedlo v roce 1957. Beaumont si připsal v roce 1977 a 1980 starty za Britské a Irské lvy. V roce 1980 se stal po 50 letech prvním anglickým kapitánem Lvů. V 15 případech hrál za Barbarians. Hráčskou kariéru ukončil kvůli otřesům mozku. Na klubové úrovni hrál za anglické Fylde (1969 -- 1982).
Byl manažerem Britských a Irských lvů v roce 2005. Od ledna 2008 do prosince 2011 byl viceprezidentem Světové ragbyové unie. Od června 2012 do října 2016 zastával post předsedy Anglické ragbyové federace. Od července 2016 do listopadu 2024 byl ředitelem World Rugby. Ve svém rodném městě měl do května 2017 textilní průmysl.